# İskender
İskender ist ein türkischer männlicher Vorname und ein Familienname.

## Herkunft und Bedeutung
İskender wurde aus dem Arabischen in das Türkische übernommen. Die Ausgangsform ist das altgriechische Alexander.

## Varianten
Der Name tritt in außer-türkischem Zusammenhang auch in der Form Iskender auf.

## Bekannte Namensträger

### Vorname
- İskender Bey (Skanderbeg; 1405–1468), albanischer Fürst
- İskender Pascha (1434–1504), osmanischer Heerführer
- İskender Pascha († 1507), osmanischer Wesir Bayezids II.
- İskender Ağa Pascha († 1514), osmanischer Kapudan Pascha Selims I.
- İskender Bey (Skanderbeg Crnojević, † 1530), montenegrinischer Sandschak-bey
- İskender Pascha († 1533), osmanischer Statthalter von Trabzon
- İskender Çelebi († 1535), osmanischer Wesir Süleymans I.
- İskender Pascha († 1537), erster osmanischer Statthalter des Jemen
- İskender Pascha († 1571), osmanischer Statthalter von Ägypten (1556–1559)
- Çerkes İskender Pascha († 1571), osmanischer Statthalter von Ägypten (1569–1571)
- İskender Pascha († 1620), osmanischer Statthalter von Bosnien bzw. von Otschakow
- Mehmet İskender Paşa (1814–1861), polnisch-osmanischer Offizier und General
- İskender Yediler (* 1953), türkisch-deutscher Objekt- und Installationskünstler
- Iskender Gider (* 1957), türkisch-deutscher Bilderbuchautor und Kinderbuchillustrator
- İskender Günen (* 1958), türkischer Fußballspieler
- İskender Alın (* 1984), türkischer Fußballspieler

### Familienname
- Hagop İskender (1871–1949), armenisch-türkischer Fotograf
- Sabri Iskender (* 1947), bulgarisch-türkischer Dissident

## Weiteres
- Iskender Kebap, türkische Variante des Döner Kebap
- Iskender (Schulz), ein Jugendroman des Schriftstellers Hermann Schulz